# Liphanthus incasicus
Liphanthus incasicus là một loài Hymenoptera trong họ Andrenidae. Loài này được Tapia & Ruz mô tả khoa học năm 2003.